# 哪一天我們會飛
《哪一天我們會飛》（英語：She Remembers, He Forgets，前名《愛的根源》）是一部香港青春愛情電影。由楊千嬅、林海峰、蘇麗珊、游學修、吳肇軒領銜主演，由陳心遙、泰迪羅賓監製，黃修平導演。香港和澳門於2015年11月5日上映。为香港亞洲電影節開幕電影。

## 劇情
彭盛華（林海峰飾）和余鳳芝（楊千嬅飾）一對中學時期已開始相戀，結婚十年的夫婦，多年的相處令婚姻生活平淡似水，更因繁忙的工作令夫妻間的溝通越來越少。鳳芝在網上偶然發現舊同學：蘇博文的博客，上載了他自彈自唱的歌，喚起鳳芝沉睡多時的回憶精靈。1992年，中學歌唱比賽上，盛華（游學修飾）和博文（吳肇軒飾）合唱，鳳芝（蘇麗珊飾）受二人吸引。盛華生性活潑，夢想成為室內設計師，常把課室弄得像遊戲樂園。博文踏實寡言，擅長製作機械裝置，夢想成為飛機師，曾在「水火箭發射」比賽奪得冠軍。中學時代的余鳳芝、彭盛華、蘇博文沉醉在「三人行」的夢幻歲月裏。鳳芝希望將來可以乘坐博文駕駛的飛機、住進盛華設計的大屋中。回到現實，鳳芝發現丈夫盛華經常收到一個叫莉娜（李敏飾）的上海女人的短訊，懷疑丈夫有婚外情。鳳芝撫心自問，當時為何選擇盛華而放棄博文呢？答案就在當年學校開放日裏。鳳芝決定要展開「尋找蘇博文」行動。她重返母校，再遇上昔日老師、校工、舊同學，一幕幕青蔥歲月歷歷在目；對比當下，那個滿懷夢想，不知天高地厚的自己，去了哪裡呢？最後，鳳芝終在博客上收到蘇博文的回音，可是，結果卻是她意料之外⋯⋯

## 演員

### 主要演員
| 演員姓名 | 角色名稱   | 介紹 |
| 楊千嬅   | 余鳳芝     | 彭盛華之妻 |
| 林海峰   | 彭盛華     | 余鳳芝之夫 |
| 蘇麗珊   | 少年余鳳芝 | |
| 游學修   | 少年彭盛華 | 生性活潑，夢想成為室內設計師，常把課室弄得像遊戲樂園 |
| 吳肇軒   | 蘇博文     | 踏實寡言，擅長製作機械裝置，夢想成為飛機師，曾在「雞蛋飛行」比賽奪得冠軍。最後由莉娜交代蘇在英國留學時因為發現患有色弱而不能成為機師，有一次駕駛偷走的小型飛機自殺。 |
| 李 敏    | 莉娜       | 蘇博文在英國讀書時的女朋友 |
| 喬寶寶   | 德叔       | 英仁書院校工 |

### 其他演員
| 演員姓名 | 角色名稱         | 介紹                         |
| 譚玉瑛   | 譚玉瑛           | 特別演出副校長一角           |
| 陶 傑    | 余鳳芝父親       | 特別演出                     |
| 趙學而   | 美蘭             |                              |
| 蝦 頭    | 雅玲             |                              |
| 鍾麗淇   | Cindy            |                              |
| 葉念琛   | 阿達             |                              |
| 林子聰   | 慶堅             | 畢業後返回母校英仁書院當老師 |
| 陳海寧   | 少年雅玲         |                              |
| 麥詠楠   | 少年美蘭         |                              |
| 張 欣    | 少年Cindy        |                              |
| 何 故    | 陸Sir            | 綽號: 月球                   |
| 劉鴻發   | 少年慶堅         |                              |
| 袁浩楊   | 少年阿達         | 夢遺達                       |
| 蔡瀚億   | 旅行社顧客       |                              |
| 雷琛瑜   | 旅行社顧客       |                              |
| 黃修平   | 酒保             |                              |
| 葉尚華   | 旅行社老闆       |                              |
| 吳秀明   | 校園搖滾歌手     |                              |
| 陳曾寧   | 英仁書院同學阿清 |                              |
| 麥子樂   | 設計公司職員ERIC |                              |

## 電影歌曲
| 曲別       | 歌名           | 演唱者             | 作詞      | 作曲   |
| 主題曲     | 差一點我們會飛 | 黃淑蔓、英仁合唱團 | 陳心遙    | 戴偉   |
| 插曲       | We Are Young   | 黃淑蔓             | Lydia Lau | 戴偉   |
| 國語主題曲 | 那一天還未到   | 楊千嬅             | 小廣      | 陳奕迅 |

## 工作人員
- 原創故事：陳心遙
- 監製：陳心遙、泰迪羅賓
- 導演：黃修平
- 編劇：陳心遙、黃修平
- 攝影指導：譚運佳
- 配樂：戴偉
- 出品公司：寰亞電影
- 製作公司：目前映畫

## 獎項
| 年份 | 頒獎典禮                   | 獎項             | 獲提名                                              | 結果 |
| ---- | -------------------------- | ---------------- | --------------------------------------------------- | ---- |
| 2015 | 第52屆金馬獎               | 最佳新演員       | 蘇麗珊                                              | 提名 |
| 2015 | 第22屆香港電影評論學會大獎 | 推薦電影         |                                                     | 獲獎 |
| 2015 | 第35屆香港電影金像獎       | 最佳原創電影音樂 | 戴偉                                                | 提名 |
| 2015 | 第35屆香港電影金像獎       | 最佳新演員       | 蘇麗珊                                              | 提名 |
| 2015 | 第35屆香港電影金像獎       | 最佳編劇         | 陳心遙、黃修平                                      | 提名 |
| 2015 | 第35屆香港電影金像獎       | 最佳原創電影歌曲 | 差一點我們會飛 作曲：戴偉 填詞：陳心遙 主唱：黃淑蔓 | 獲獎 |
| 2016 | 2016年紐約亞洲電影節       | 亞洲之星大獎     | 楊千嬅                                              | 獲獎 |

## 戲中金句
余鳳芝說︰「我覺得夢想，應該係當你就快停止呼吸的時候，仍然覺得一定要做的事。」

## 取景
本電影在監製陳心遙母校九龍華仁書院取景，劇中虛構學校校名「英仁書院」，是黃修平母校「英華」及陳心遙母校「華仁」，各取一字所組成。
眾演員施放遙控飛機的一幕則在獅子山公園2號棒球場取景。

## 其他
黃修平與導演陳詠燊的訪談中曾說，本片原是中港合拍片，因它太富殖民地色彩，根本過不了第一輪審批。公司在珍惜創作自由下否決中港合拍片。而本片雖在2015年上畫，但劇本其實早在2010年寫成。

## 外部連結
- YouTube上的〈差一點我們會飛〉
- 哪一天我們會飛 同學會的Facebook專頁
- 《哪一天我們會飛（页面存档备份，存于）》在香港雅虎的電影頁面（繁體中文）
- 開眼電影網上《哪一天我們會飛》的資料（繁體中文）
- 香港影庫上《哪一天我們會飛》的資料（繁體中文）
- 时光网上《哪一天我們會飛》的資料（简体中文）
- 豆瓣电影上《哪一天我們會飛》的資料 （简体中文）
- 爛番茄上《哪一天我們會飛》的資料（英文）
- AllMovie上《哪一天我們會飛》的资料（英文）
- 互联网电影数据库（IMDb）上《哪一天我們會飛》的资料（英文）
- 英仁校歌惡搞版 (盛華版) MV

| 香港 ViuTV 星期六 20:30-23:00 節目（金像好戲勢） |
| ------------------------------------------------ |
| 哪一天我們會飛 2019.03.23                        |

| 新加坡 新传媒8频道 新春特备 晚上 10点30分 首播 |
| ---------------------------------------------- |
| 哪一天我们会飞 2020.01.27                      |

| 香港 ViuTV 星期六 12:30-15:00 節目（抗疫院線） |
| ---------------------------------------------- |
| 哪一天我們會飛 2020.08.15                      |